# عمارة المستعمرات الإسبانية

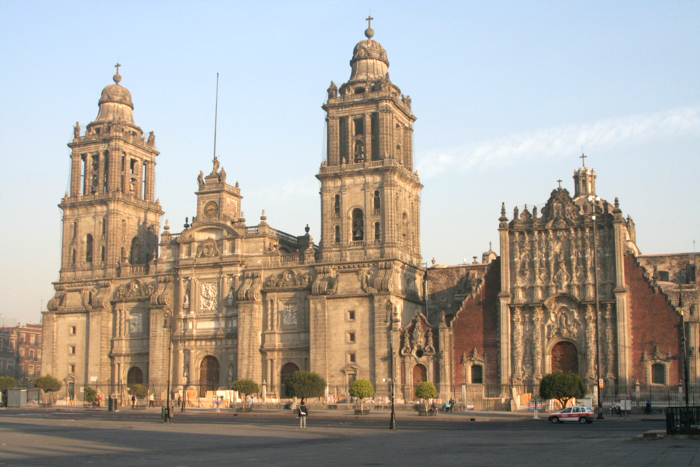
كاتدرائية مكسيكو سيتي الاستعمارية

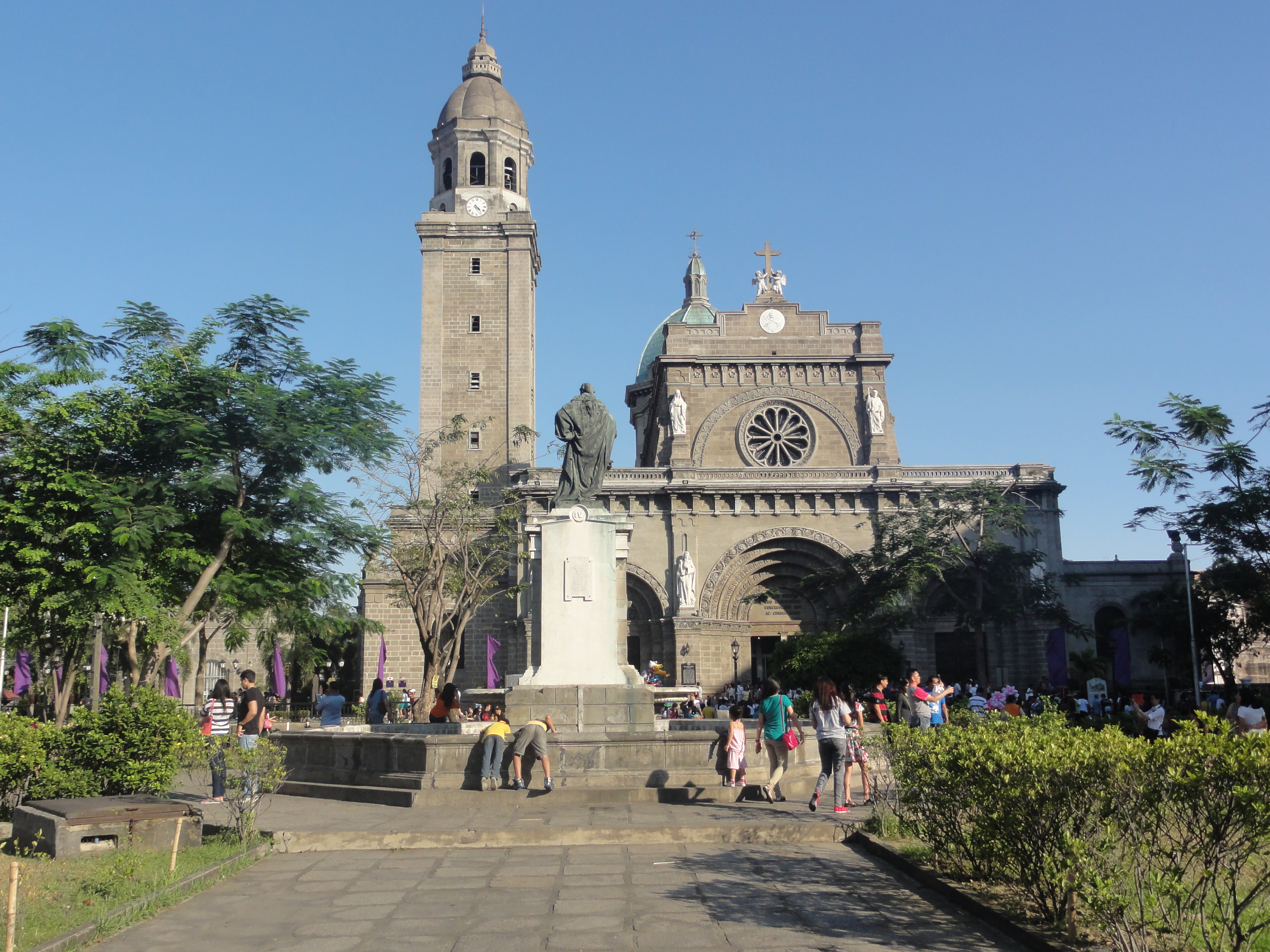
كاتدرائية مانيلا الاستعمارية في الفلبين

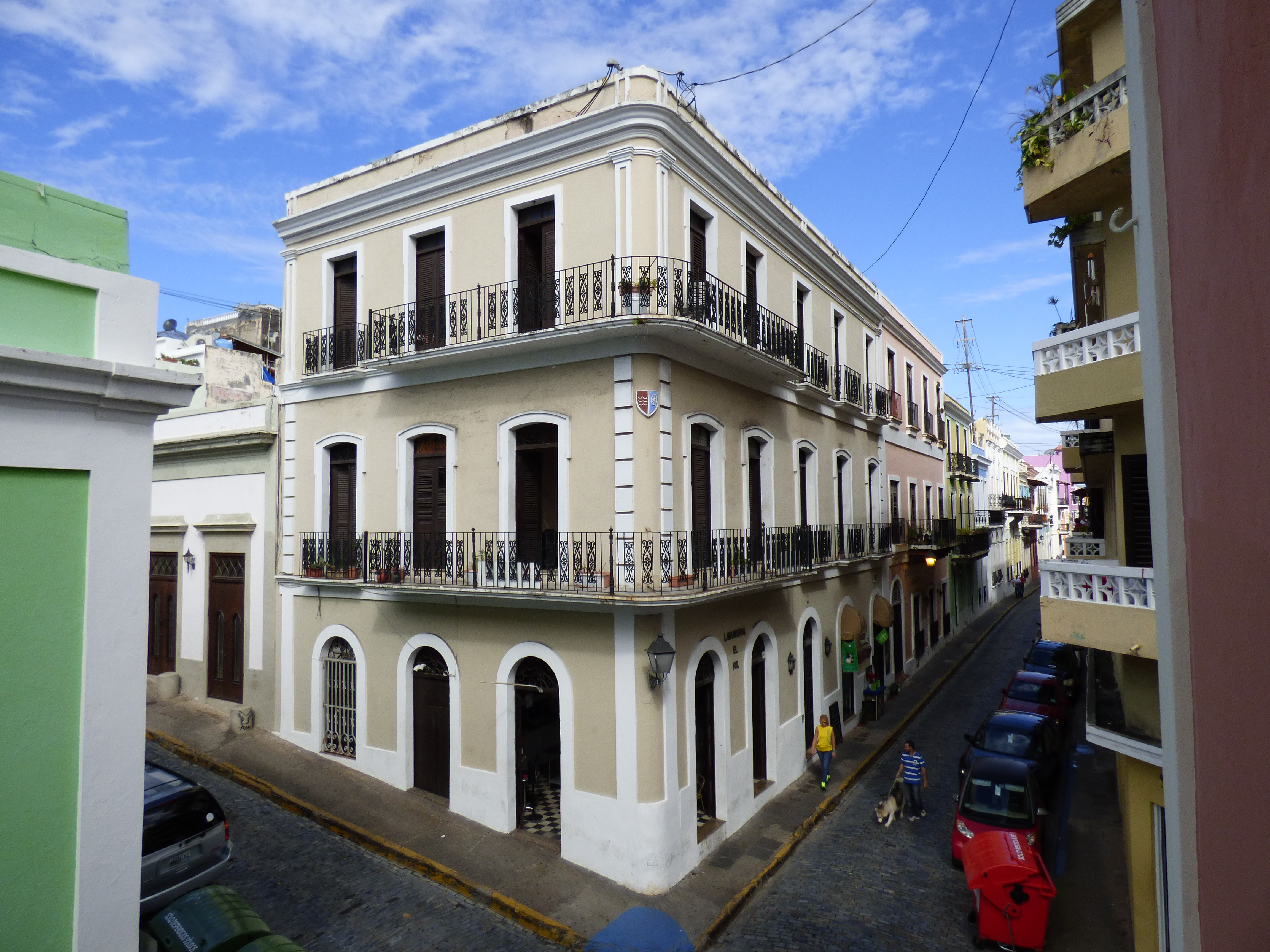
الطراز الإسباني في مدينة سان خوان القديمة، بورتوريكو

تُظهر عمارة المستعمرات الإسبانية تأثيرها على مدن وبلدات العالم الجديد وجزر الهند الشرقية بواسطة العمارة الإسبانية، ولا تزال واضحة في العمارة، وجوانب تخطيط المدن الحالية المُحافَظ عليها أيضًا. هذان الجانبان المرئيان من المدينة مقترنان ومتكاملان. كان تصميم المستوطنات الاستعمارية الجديدة في الأمريكتين وأماكن أخرى وفقًا لأحكام البنود المتضمنة في قوانين جزر الهند للقرن السادس عشر.
استخدم المستعمرون الأوائل العمارة الجديدة واستثمروها في تصميم مظاهر المدن ومجمعات التبشير، لإنتاج مناظر طبيعية يمكن التحكم فيها عسكريًا، والحصول على التأثير المطلوب الذي يُثير الدهشة بين السكان الأصلين في الأمريكتين.
على سبيل المثال، تسعى الكنائس ومراكز التبشير إلى إحداث أقصى تأثير في ما يخص فرضها وهيمنتها على الريف أو الأبنية المحيطة بها. ينبغي أن تتمتع بموقع استراتيجي-في مركز ساحة البلدة (الساحة العامة) أو في أعلى نقطة من المهد الطبيعي لتتمكن من ذلك. يمكن أيضًا إيجاد هذه العوامل الدارجة في كل مدينة وبلدة تقريبًا من إسبانيا.
ساد في بداية الاستعمار الإسباني في أمريكا الشمالية والجنوبية طراز عمارة المستعمرات الإسبانية، وكان واضحًا في مستعمرات أخرى أيضًا. يُظهِر في بعض الأحيان تباينًا بين الزخرفة الباروكية المصدرة من إسبانيا وبين العمران البسيط والمتين الذي تحتاجه البيئة الجديدة.
تمتلك المكسيك بعض الأبنية المعروفة كثيرًا والمشيّدة بهذا الطراز باعتبارها مركز إسبانيا الجديدة والمقاطعة الأغنى في إمبراطورية إسبانيا الاستعمارية. حازت المكسيك على مواقع التراث العالمي لليونسكو أكثر من أي بلد آخر في الأمريكتين بتسعة وعشرين موقعًا، ويتباهى العديد منها ببعض من أغنى العمارة الاستعمارية الإسبانية. من أشهر المدن المُشيّدة بالطراز الاستعماري في المكسيك هي ولاية بويبلا، وزاكاتيكاس، وكيريتارو، وغواناخواتو وموريليا.
يتكوِن المركز التاريخي لمدينة مكسيكو من مزيج من طُرز العمارة التي تعود إلى الفترة الممتدة منذ القرن السادس عشر وحتى الآن. شُيدت كاتدرائية ميتروبوليتان بطرز مختلفة منذ عام 1563 وحتى عام 1813، من ضمنها طراز عصر النهضة، والباروك، والكلاسيكي الجديد. يكون الجزء الداخلي الفخم ذو طراز باروكي غالبًا. من الأمثلة الأخرى القصر الوطني، وقصر إيتوربيد المُرمم بطريقة جميلة في القرن الثامن عشر، وبيت البلاط المغطى ببلاط تالافيرا الأبيض والأزرق الذي يعود إلى القرن الثامن عشر والكثير من الكنائس، والكاتدرائيات، والمتاحف، وقصور الطبقة الراقية.
كان العمارة من طراز تشوريغيريسكي المكسيكي هي الأكثر شيوعًا في المكسيك خلال الفترة الممتدة منذ أواخر القرن السابع عشر وحتى عام 1750. شُيّدت هذه المباني على الطراز الباروكي الفائق، وبنمط رائع ومفعم بالحياة.
تُعرف مدينة أنتيغوا غواتيمالا في غواتيمالا بالطراز المعماري الإسباني الاستعماري المحافَظ عليه جيدًا. تمتاز مدينة أنتيغوا بعمارتها الباروكية المستوحاة من عصر المدجنين الإسبان المحافَظ عليها جيدًا، فضلًا عن عدد من آثار الكنائس الاستعمارية التي تعود إلى القرن السادس عشر. عُيّنت كمواقع تراث عالمي لليونسكو.
تُعد مدينة سيوداد كولونيال (مدينة استعمارية) التي تأسست في سانتو دومينغو، جمهورية الدومينيكان في عام 1498، أقدم مدينة أوربية في العالم الجديد ومثالًا ممتازًا عن هذا الطراز من العمارة. يوجد موقعان آخران من مواقع التراث العالمي لليونسكو وهما ميناء كارتاخينا، كولومبيا الذي تأسس في عام 1533، وميناء سانا آنا دي كورو، فنزويلا الذي تأسس في عام 1527، اللذان يحتفظان ببعض أفضل تصاميم عمارة المستعمرات الإسبانية في منطقة الكاريبي. يمكن إيجادها أيضًا في مدينة سان خوان التي أسسها الإسبان، مثل فندق إيل كونفينتو التاريخي. تُعد مدينة سان خوان القديمة المحاطة بسورها ومبانيها (التي تمتد منذ عام 1521، وحتى بداية القرن العشرين) مثالًا جيدًا، وبحالة ممتازة.
كانت سانت أوغسطين أول مدينة في أمريكا الشمالية تحتلها أوروبا على نحوِ متواصل، وتأسست في عام 1565. منذ بداية عام 1598، أعطت الأحجار الصُديفية من جزيرة أناستازيا طرازًا جديدًا في عمارة المستعمرات في هذه المدينة. استُخدمت الأحجار الصُديفية في تشييد المنازل السكنية، وبوابة المدينة، وكاتدرائية سانت لويس، وقلعة سان ماركوس، ونصب ماتانزاس التذكاري، وهي كُتل من أحجار الكلس التي تحتوي على قشريات صغيرة من الرخويات.
تمتلك مدينة كيتو في الإكوادور حسب منظمة اليونسكو أكبر مركز تاريخي مُحافظ عليه، وعلى الرغم من الزلازل الكثيرة لكنه الأقل تغييرًا (320 هكتار) في أمريكا اللاتينية. كانت أول مدينة تُضم إلى لائحة التراث العالمي في عام 1987مع مدينة كراكوف، بولندا. هذه المقاطعة التاريخية هي أفضل وأكبر منطقة حافظت على عمارة المستعمرات البريطانية في العالم.

## تاريخ شبكة المدينة في العالم الجديد
لا يعد تصميم المدينة وفق نموذج شبكي فكرة فريدة من نوعها بالنسبة للإسبان. في الحقيقة، لم تنطلق هذه الفكرة من المستعمرين الإسبان مطلقًا، وهي تعود إلى الحضارات القديمة وعلى وجه الخصوص مدن الأزتك، والمايا، والإغريق أيضًا. اتخذت الحضارات الأخرى هذه الأفكار بعد شيوعها بواسطة الاحتلال الروماني للإمبراطوريات الأوربية. شيّد الفرنسيون القرى الشبكية، والإنجليز أيضًا تحت حكم الملك إدوارد الأول، بعد نشر الفكرة بسرعات ومستويات مختفلة طوال عصر النهضة. مع ذلك، يتناقش البعض[من؟] بأن إسبانيا لم تكن مشاركة في نزعة تنظيم المدن على شكل شبكات. في الواقع، بغض النظر عن مدى إدراك الإسبان في تصميم المدن وأفضليتهم العسكرية الواضحة، ازدادت مستوطنات العالم الجديد الإسبانية بأشكال غير محددة خلال ثلاثة أو أربعة عقود قبل تغييرها إلى الشبكات التي تُعتبر إحدى أساليب تصميم المدينة لتنظيم المساحات. لم يُعطِ فرناندو الثاني إرشادات حول كيفية تشييد المستوطنات الجديدة في منطقة الكاريبي، على عكس الأوامر المُعطاة في وقت لاحق عن كيفية تصميم المدينة. في عام 1501، قال التالي لنيكولاس دي أوفاندو:
إقامة المستوطنات في جزيرة إسبانيولا شيء ضروري، ومنح الأوامر المحددة من هنا أمر غير مستطاع، ابحث عن الأماكن الممكنة التي تنسجم مع طبيعة الأرض والسكان الحاليين الموجودين خارج المستوطنات الحالية، وأسِّس المستوطنات بالأعداد والمواقع التي تبدو ملائمة بالنسبة لك.

## تصميم المدينة: الأمر الملكي

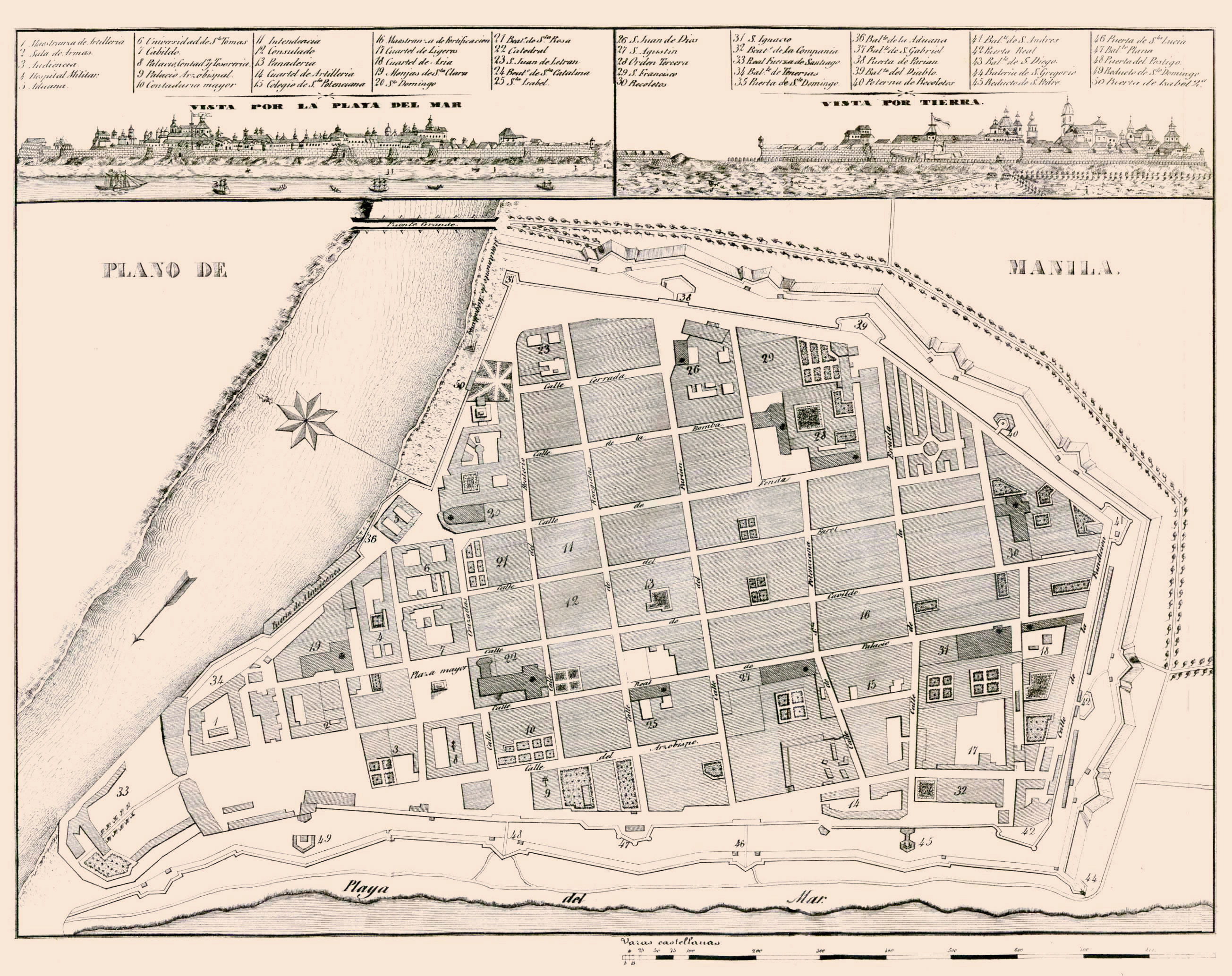
خريطة مدينة إنتراموروس المسوّرة في مانيلا مع عناصر التصميم الاستعماري التي تُسمى في الوقت الحاضر قوانين جزر الهند.

حُدِّد سلوك الإسبان بالنسبة إلى العالم الجديد والهنود الموجودين هناك بواسطة مجموعة من الأوامر التي دوّنها العواهل في عام 1513. ضمت هذه الأوامر تفاصيل تختص بتصميم المدن من ناحية الموقع المميز للمدينة الجديدة، وموقعها بالنسبة للبحر، والجبال، والأنهار. أظهرت أيضًا شكل ومساحة الساحة المركزية بالتفصيل آخذة بعين الاعتبار المباعدة بغرض التجارة، أو المهرجانات، أو حتى العمليات العسكرية –الاحتفالات التي تتضمن ركوب الخيل– أيضًا. تفرض التعليمات أيضًا الطريقة التي يجب أن تُشيّد فيها المدينة، بالإضافة إلى تعيين مكان الكنيسة، وتجاه الطرق التي تؤدي إلى الساحة الرئيسية، ومدى اتساع الشارع مع مراعاة الظروف المناخية. 
لا بُدَّ أن تكون قطع الأراضي التي شُيّدت عليها المباني والهياكل ذات مواقع معينة ليتمكن الفرد من الاستمتاع بالهواء القادم من جهتي الشمال والجنوب داخل غرف المعيشة، وهذا هو الأفضل. يجب أن تكون كلّ بيوت المدينة مُصممة مع ميّزات الحماية لتشكل حصنًا ضد من يريدون إحداث الشغب أو احتلال المدينة. لا بُدَّ أن يُشيّد في كل بيت فناء وحظيرة ماشية كبيرة قدر المستطاع لتربية الخيل، والحيوانات المنزلية، وضمان الصحة والنظافة أيضًا.

## التصميم
شُيّدت المدن الأمريكية الإسبانية في بداية الفترة الاستعمارية وفق نموذج تصميم ترازا أو التخطيط. توجد في وسط المدينة الساحة المركزية التي تحتوي الكنيسة الرئيسية، وبناية مجلس المدينة، ومنازل الموظفين المدنيين، والمتدينين، وأهم مواطني المدينة. تقع أماكن الأعمال الأساسية في مكان قريب من الساحة المركزية. تتفرع من الساحة المركزية طرقًا بزوايا مضبوطة لتكوِّن شبكة قابلة للاتساع بزيادة مساحة المستعمرة، ولا تعرقلها إلا الجغرافيا فقط. شَرَع المحتلون بتشييد وتصميم المدن بعد ثلاثة عقود تقريبًا من استعمار العالم الجديد بحسب قوانين جزر الهند التي أمر بها العواهل. تضع هذه القوانين الأساليب الخاصة التي يجب أن تُخطَّط المستوطنات الجديدة وفقها. بالإضافة إلى تعيين التصميم، فرضت القوانين أسلوب الاتفاقية بالاعتماد على السمعة الاجتماعية، فالناس ذوي السمعة الاجتماعية الرفيعة يسكنون بالقرب من مركز المدينة وهو مركز السلطة السياسية، والكنسية، والاقتصادية. كان هناك عدد أكبر من الإسبان بالفعل في التخطيط حسب تعداد عام 1790، ولكن لم يكن هناك تمييز عنصري أو إجتماعي مطلق في المدينة، إذ إن الطبقة الراقية في المعتاد تملك خدمًا من غير البيض.
لم تكن الشبكة مُقتصرة على «المستوطنات» الإسبانية، إذ صُغرت «التجمعات» الهندية من خلال إقامة مجاميع هندية متكاملة بنمط يشبه الشبكة بهدف تنظيم السكان، والتمكن من السيطرة على أغراض الضرائب، والفعالية العسكرية، وتعليم الأساليب الإسبانية للهنود.
نمت المدن العصرية في أمريكا اللاتينية، وبناءً على ذلك امّحى أو دُمج التنظيم المكاني والاجتماعي القياسي القديم للمدينة. ليس من الضروري أن تكون الأماكن التي يسكنها الأشخاص مفصولة وفقًا لمكانتهم الاجتماعية، أو أن تسكن الطبقة الراقية بالقرب من مركز المدينة. من العناصر التي ظلت منتشرة في مدينة مكسيكو وبويبلا هي الساحة المركزية، والطرق الواسعة، وأسلوب الشبكة. يعد بقاء «تخطيط رقعة الشطرنج» حتى يومنا هذا أمرًا مألوفًا في المدن حديثة التأسيس وعلى وجه الخصوص تلك الموجودة في الأماكن النائية لأمريكا اللاتينية.
تُعدّ مدينة مكسيكو نموذجًا جيدًا لامتثالها لأوامر تصميم المدينة. أصبحت مدينة تينوتشتيتلان عاصمة إمبراطورية الأزتك في الماضي تحت سيطرة الإسبان بعد أن استُولي عليها في عام 1521. أرسل الملك بعد إخبار الاحتلال أوامر مماثلة تمامًا للأوامر التي ذُكِرت آنفًا في عام 1513. كانت بعض الجوانب من أوامره تشبه حرفيًا أوامره السابقة. كان هدفها إرشاد المُحتل -إرنان كورتيس- حول كيفية تصميم المدينة وتقسيم أراضي الإسبان. من الجدير بالذكر أن كورتيس قد يكون أول من نفذ الأوامر والتوجيهات بالرغم من إنها أُرسِلت من قِبل الملك إلى المحتلين الآخرين. طلب بإصرار تشييد مباني المدينة الجديدة التي تقع في الإمبراطورية الهندية، وتجسيد سمات الساحة القديمة داخل الشبكة الجديدة. أنجز الكثير من الأعمال منذ أن كان شريكًا لرجال لديهم معرفة بنظام الشبكات والتوجيهات الملكية. أتم كورتيس التصميم وكان على وشك إكمال مباني مدينة مكسيكو قبل وصول الأوامر الملكية الموجهة إليه خصيصًا وكانت هي النقطة الأهم. يكون هناك دورًا بالغ الأهمية لرجال مثل كورتيس وألونسو غارسيا برافو (كان يسمى أيضًا «الجيولوجي الجيد») في ابتكار مناظر مدن العالم الجديد التي نعرفها.

## عمارة الكنيسة والكنيسة التبشيرية
فرضت الطوائف المختلفة (الفرنسيسكان، والدومينيكان، والأوغسطينيون) تشييد الكنائس في المستوطنات المليئة بالسكان المحليين في مواقع معابد العصر ما قبل الهسباني، وعلى سبيل المثال مركز مدينة مكسيكو. حضر الكثير من المعتنقين الجُدد إلى القداس في بداية «الاحتلال الديني»، وشُيّدت قاعة دخول مفتوحة في الهواء الطلق، وأُحيطت المساحة داخل مجمع الكنيسة بالجدران بغية إنشاء حرم واسع دون إنفاق أموال كثيرة. بما أن المكان الديني يعد مثالًا وتجسيدًا لذلك المجتمع فقد عمل السكان المحليون في تشييد المباني. انخفضت كمية السكان المحليين في مركز المكسيك في القرن السادس عشر منذ أن عانت من الأوبئة الكثيرة، كان هناك كنائس محكمة لدى القليل من الهنود الذين ما زالوا على قيد الحياة للقدوم اليها، مثل الكنيسة الأوغسطينية في أكولمان، المكسيك. أخذت تعليمات الدعوة أساليبًا متميزة في المباني. شيّد الفرنسيسكان كنائس ضخمة تتسع للمعتنقين الجُدد، وكانت الكنائس الدومينيكية مزخرفة بإفراط، أما الكنائس الأوغسطينية فقد تميزت بنقادها المؤثرين والمترفين.
تُصمم كنائس التبشير غالبًا بشكل بسيط. عندما كان اليسوعيون يدعون الهنود إلى المسيحية في شمال المكسيك، أُخرِجت الطوائف الداعية من وسط المكسيك، وشيّد اليسوعيون مجمعًا كبيرًا يحتوي على مساكن وورش عمل للمواطنين الهنود وكانت الكنائس التبشيرية جزءًا منه. بخلاف وسط المكسيك، شيُّدت الكنائس في المدن الحالية للسكان المحليين بينما شُيّد مجمع التبشير على الحدود لأن السكان المحليين لا يعيشون في هذه المستوطنات.

## جزر الهند الشرقية الإسبانية

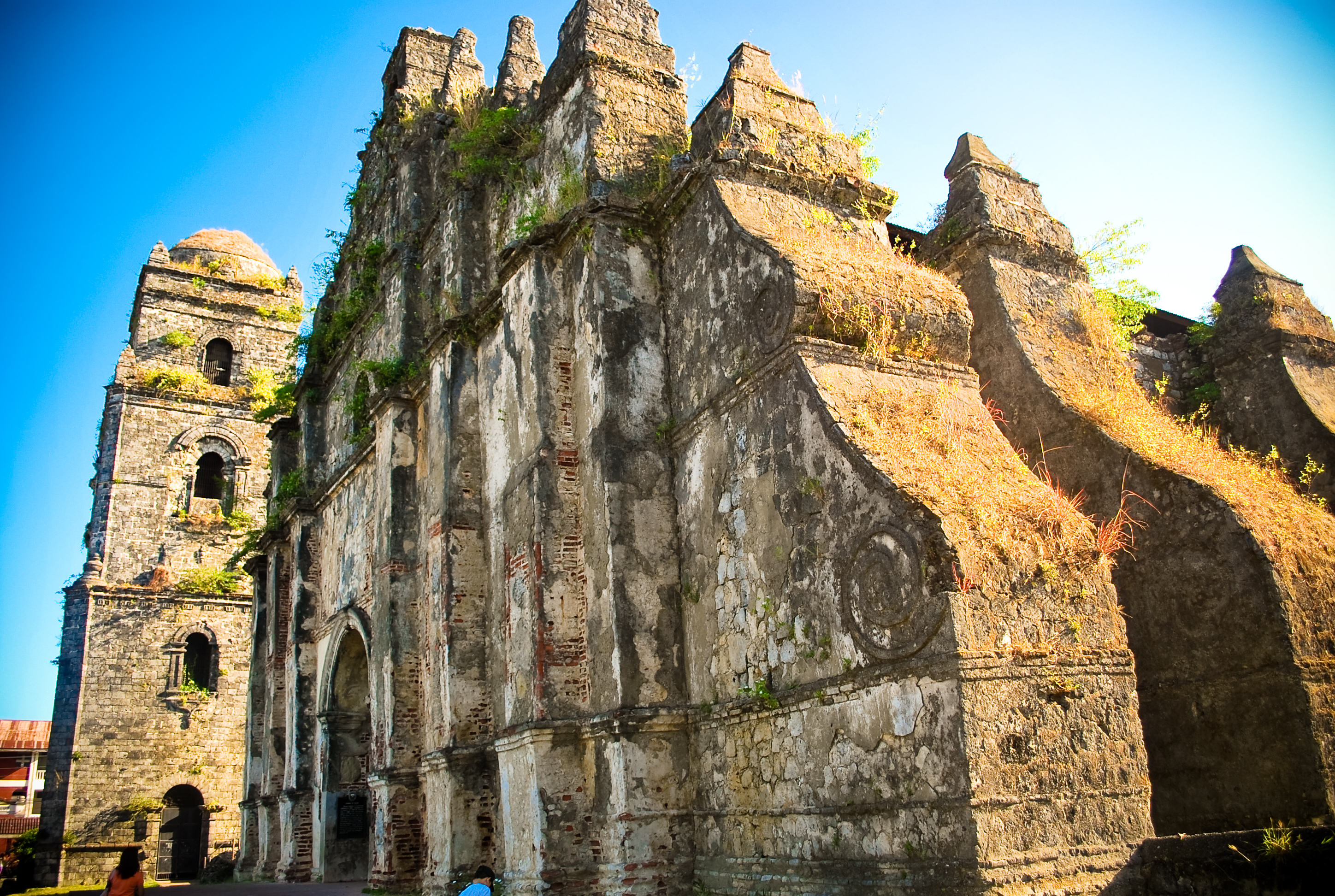
كنيسة باواي

جاء الإسبان بعمارة المستعمرات الأوربية عند قدومهم إلى الفلبين في عام 1571. كانت عمارة المستعمرات الأوربية تُلائم مناطق الشرق الأقصى الجديد الاستوائية الحارة، وتحولت إلى طراز فلبيني مميز عن طريق أكابولكو، المكسيك. أفسح كوخ نيبا أو باهاي كيوبو الخاص بالفلبينيين المحليين المجال لبيت باهاي نا باتو (منزل حجري)، ومنازل فلبينية أخرى تُسمى مجتمعة باسم باهاي الفلبينية (المنازل الفلبينية)، وأصبحت هي المنازل النموذجية للفلبينيين في الزمن الماضي. المواد المستخدمة في تشييد منازل باهاي الفلبينية التي تمتثل نسَق كوخ نيبا مثل وسائل التهوية المفتوحة والوحدات السكنية العالية تشكل الاختلاف الأكثر وضوحًا. تمتلك المباني ذات طراز باهاي نا باتو طابعًا إسبانيًا وصينيًا. يكون مظهرها الأكثر انتشارًا ذا نمط إسباني يشبه كوخ النيبا إذ يكون الأساس قائم على الكتل الحجرية أو القرميد عوضًا عن ركائز الخشب أو البامبو فقط، وتكون عادة بأسس حجرية صلبة أو جدران سفلية من القرميد، وسلالم علوية خشبية متدلية ذات درابزينات فينتانيلاز، ونوافذ منزلقة بصدف من مدينة كابيز، وسقف القرميد الصيني أو سقف نيبا الذي يُستبدل اليوم بالسقف المعدني أحيانًا. تُسمى هذه البيوت بصورة شائعة باسم بيوت الأسلاف في الوقت الحاضر لأن أغلب بيوت الأسلاف في الفلبين من طراز بهايا نا باتو.
تُعدّ العمارة الباروكية الزلزالية طرازًا من العمارة الباروكية التي توجد في الفلبين، إذ أُعيد تشييد المباني العامة الكبيرة مثل الكنائس بالنمط الباروكي بعد أن عانت الفلبين من الزلازل المدمرة في القرن السابع عشر والثامن عشر، أصبحت نسبة الكنائس في الفلبين أقل وأوسع بسبب تدمير الكنائس القديمة بالزلازل المتكررة. شُيّدت جدران جانبية أسمك وذات دعامة ثقيلة لتكون ثابتة عند حدوث الاهتزاز. صُنعت الهياكل العلوية من مواد أخف.
تكون أبراج الناقوس في العادة أقل انخفاضًا وأكثر متانة بالمقارنة مع أبراج المناطق ذات النشاط الزلزالي القليل في العالم. تمتلك الأبراج في المستويات السفلية حجمًا أسمك يتضاءل تدريجيًا مع علوّ المستوى. إلى جانب عملها كأبراج مراقبة ضد السرقة، تُفصل أبراج الناقوس في بعض كنائس الفلبين عن المبنى الرئيسي للكنيسة لتفادي الضرر في حالة وقوع الناقوس بسبب الزلزال.

## معرض الصور

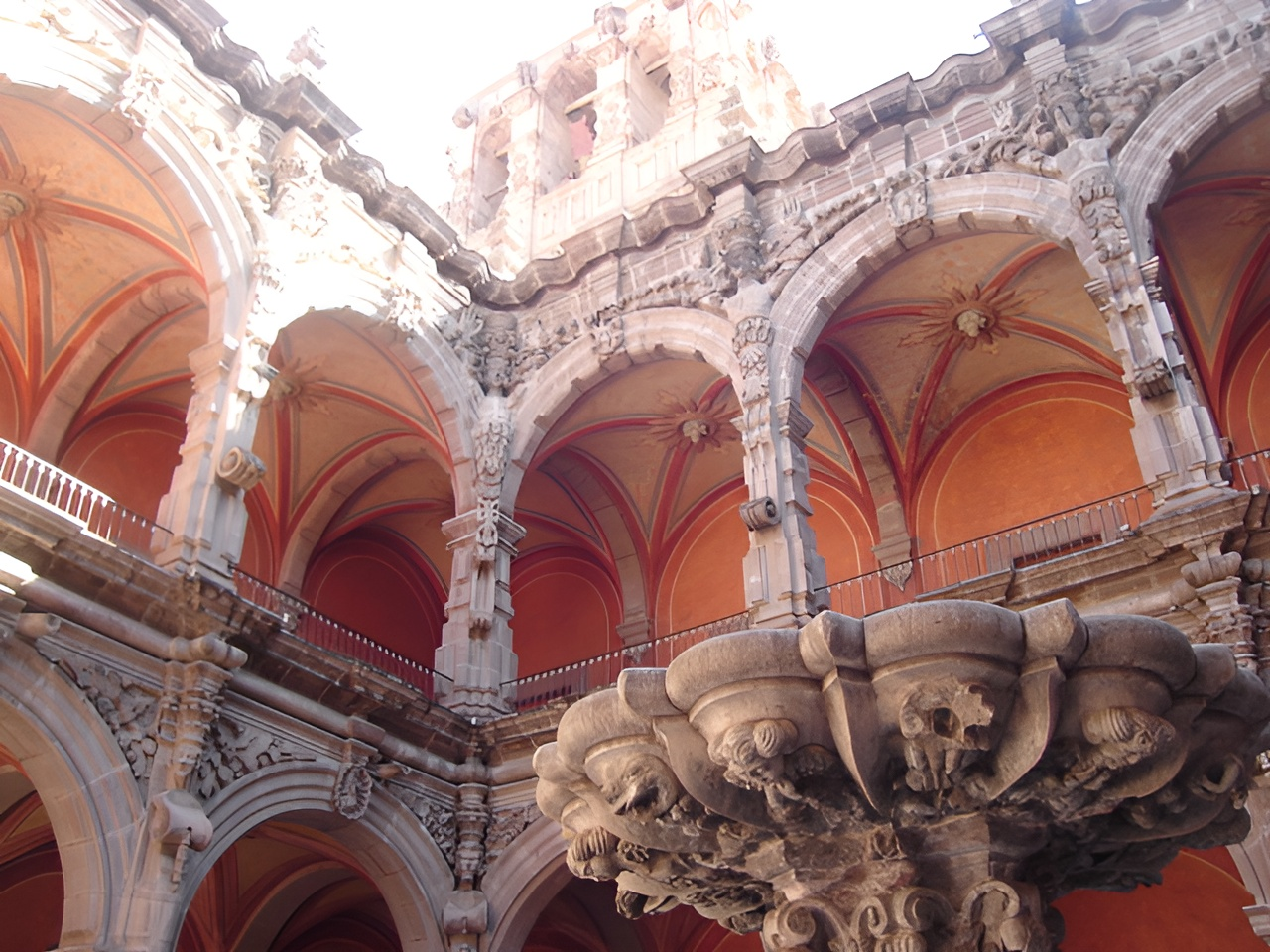
دير سان أغوستين ، مدينة كويريتارو ، المكسيك
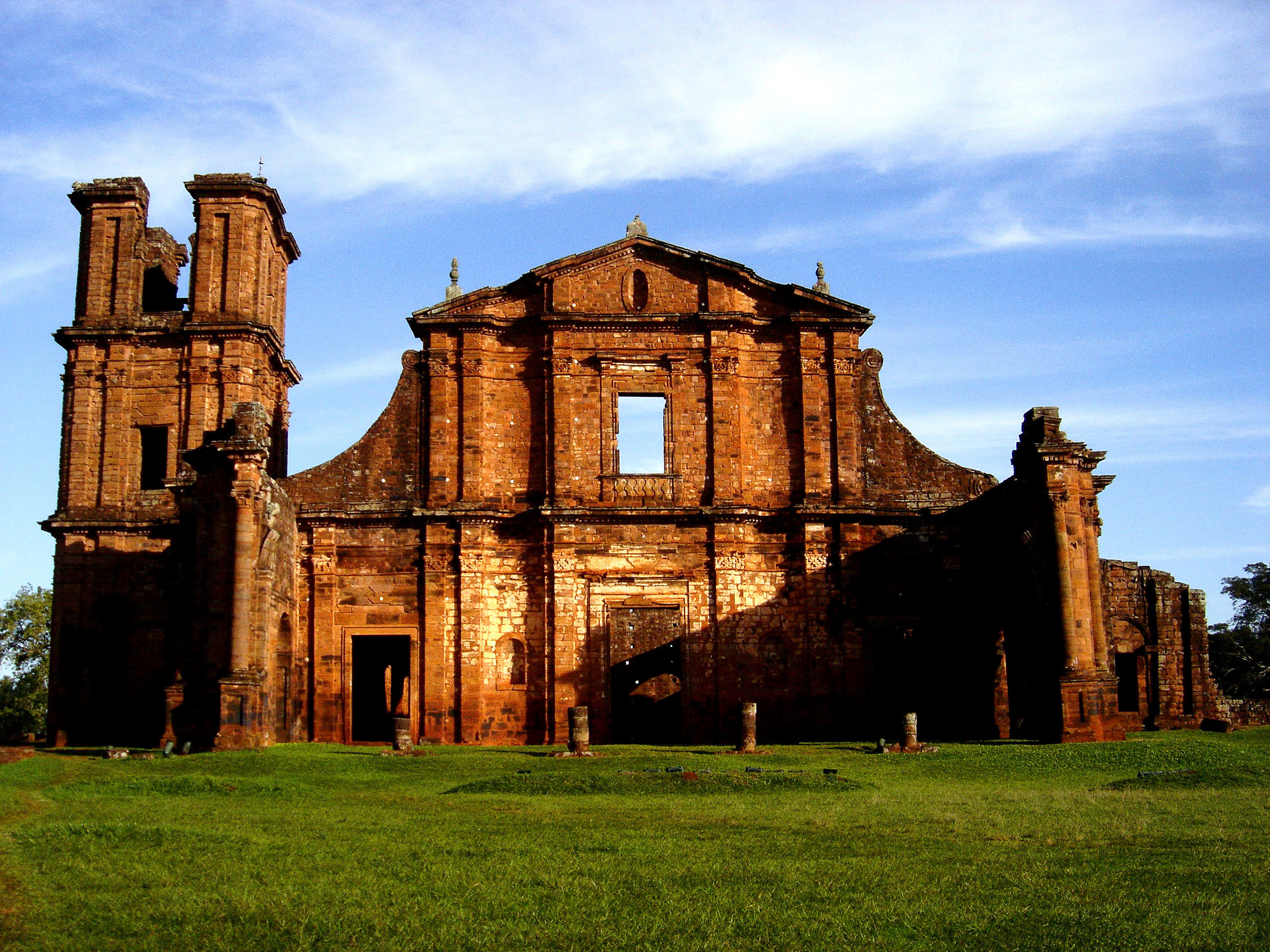
اثار ساو ميغيل داس ميسيز ، ريو غراندي دو سول ، البرازيل
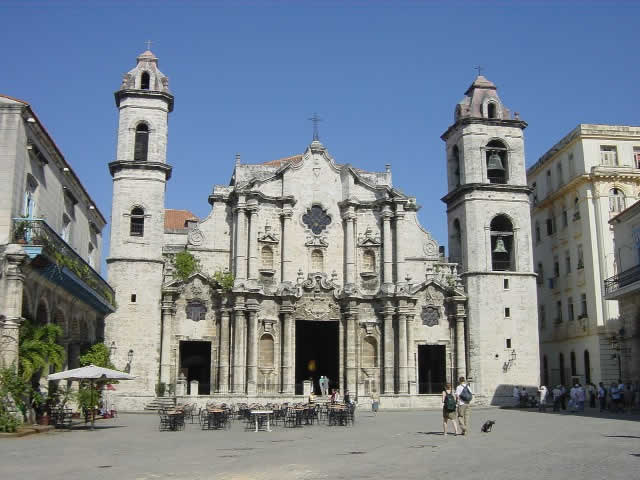
كاتدرائية هافانا، كوبا
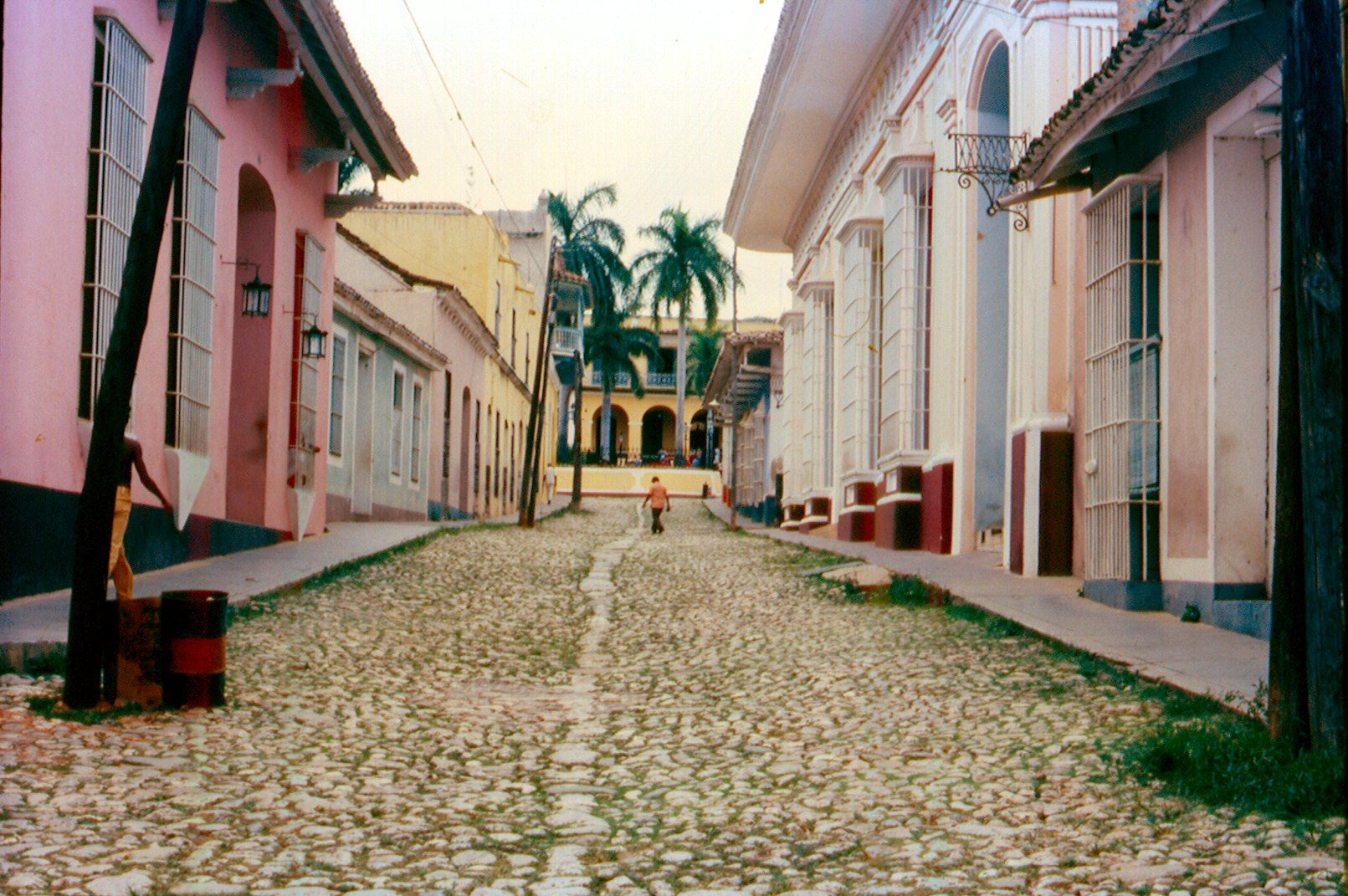
الشارع في ترينيداد، كوبا
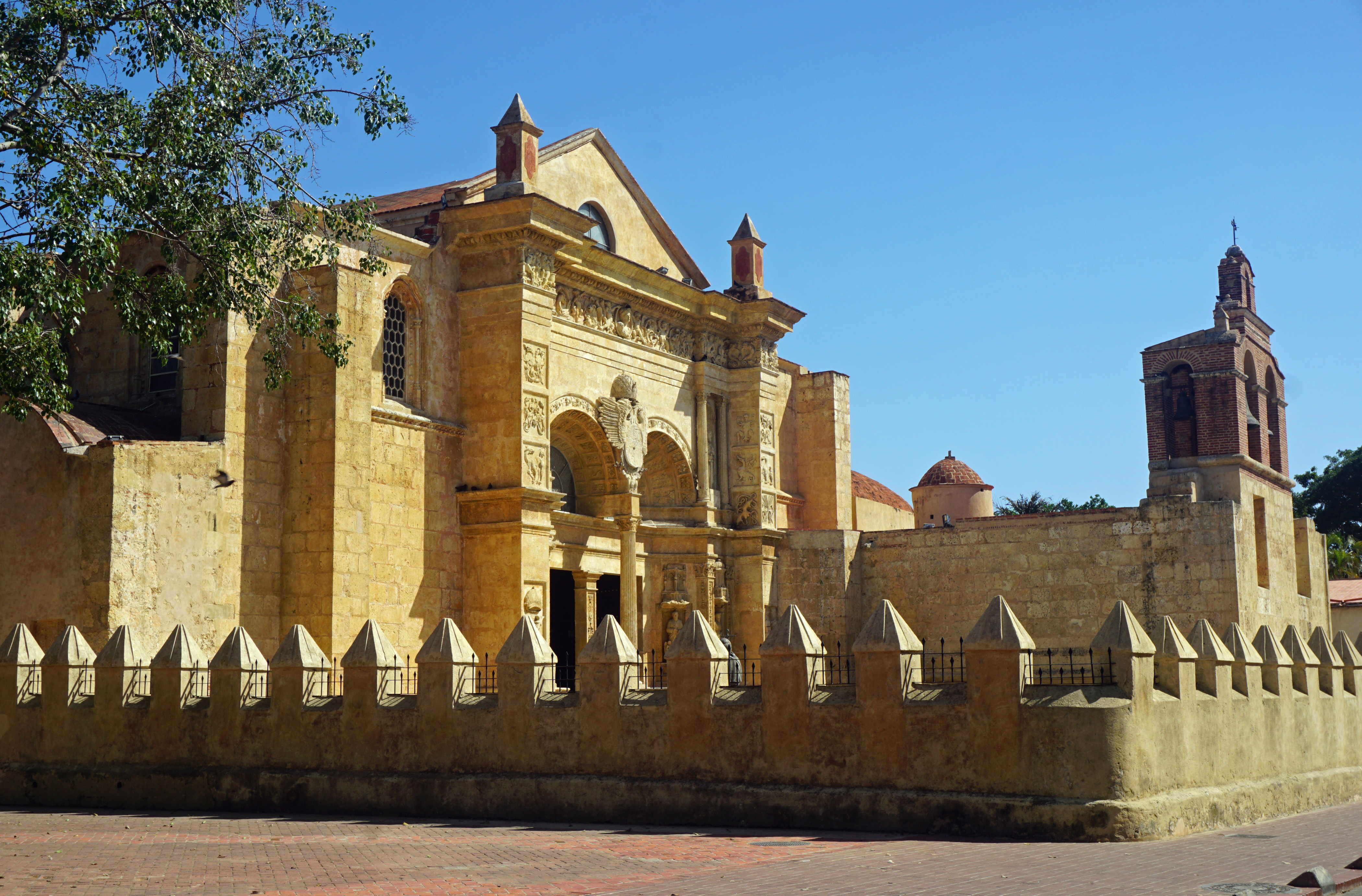
كاتدرائية بازيليكا سانتو دومينغو، جمهورية الدومينيكان
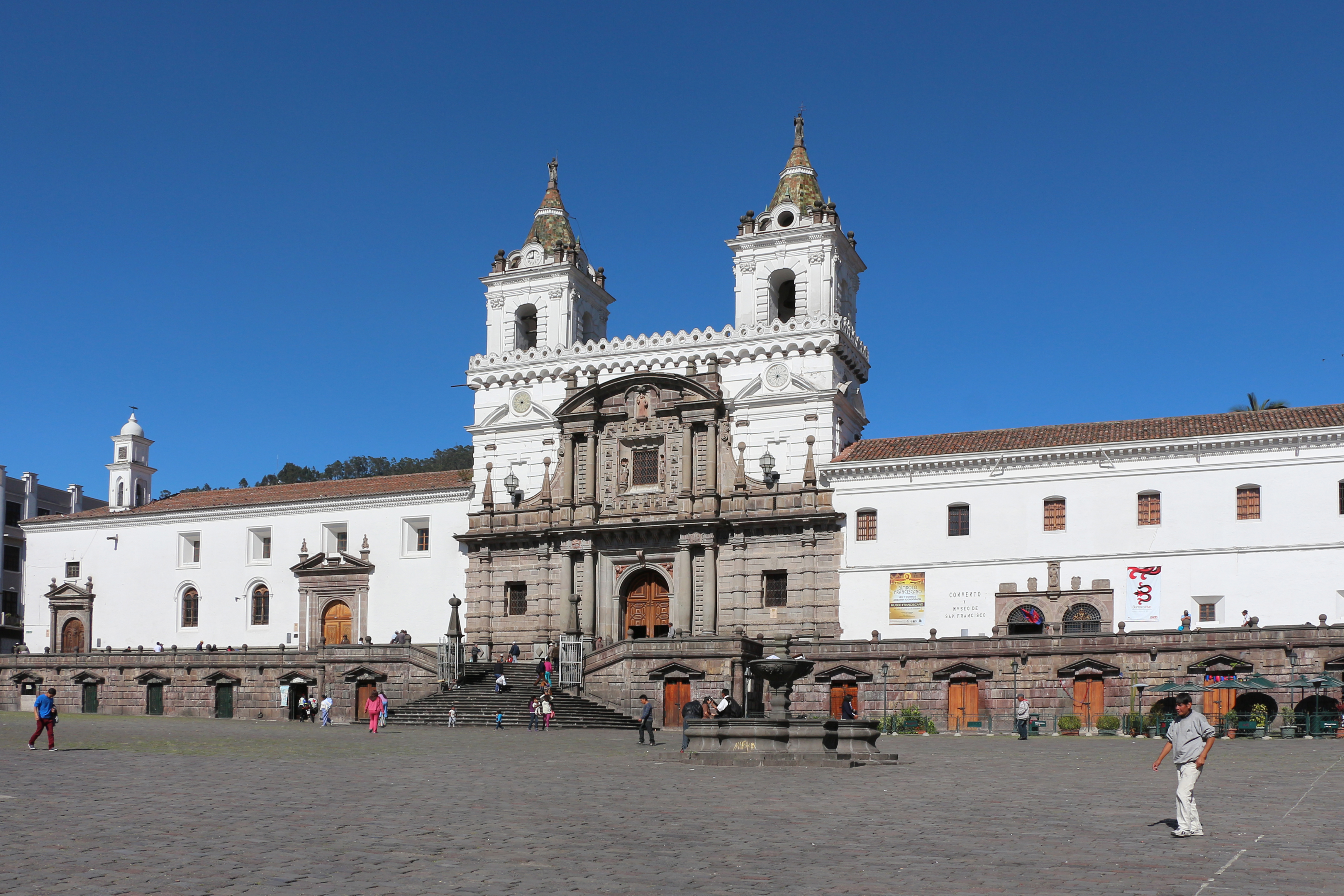
كنيسة ودير سان فرانسيسكو ، كيتو
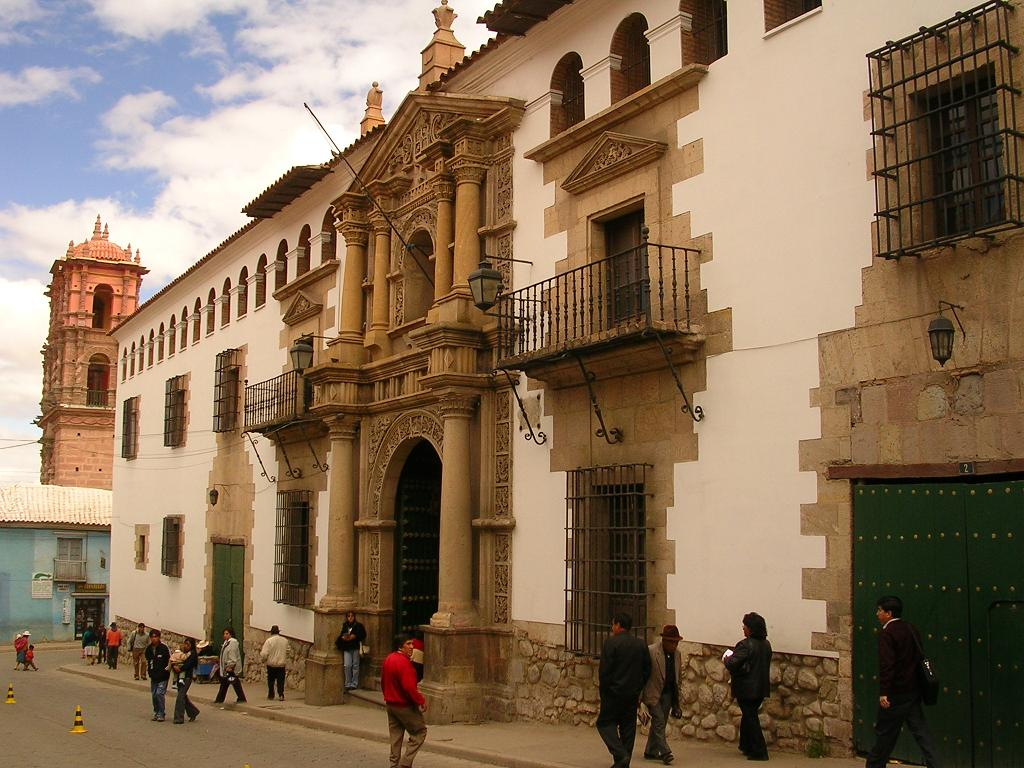
النعناع الوطني في بوليفيا
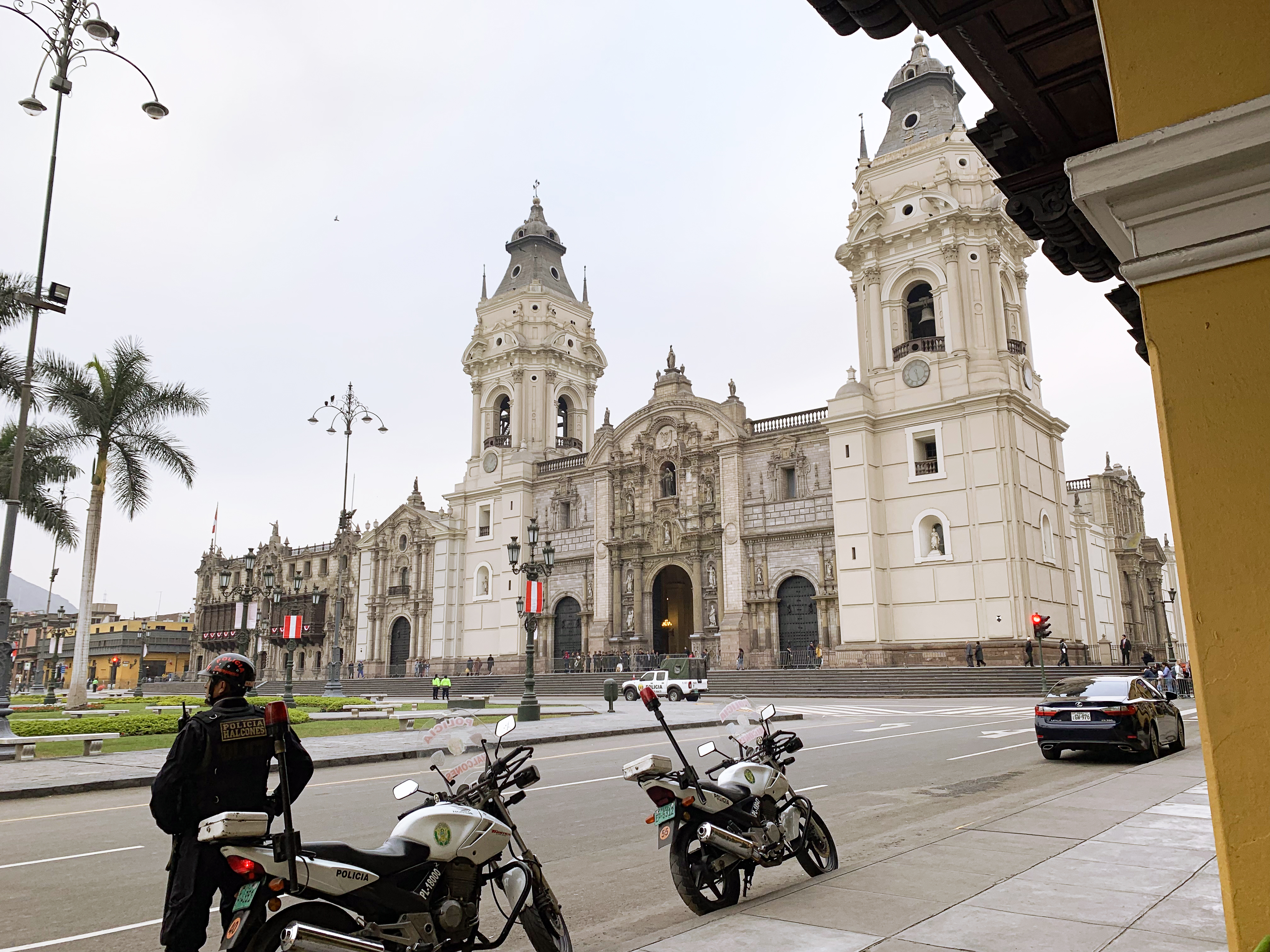
كاتدرائية باسيليكا في ليما ، مثال بارز لعصر النهضة في الأمريكتين المستعمرتين
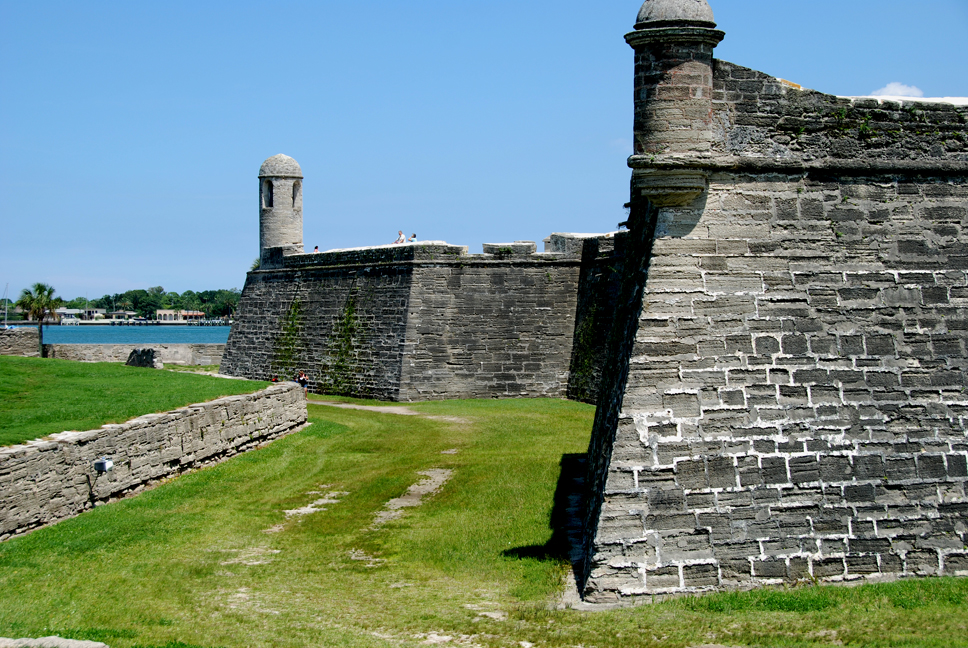
كاستيلو دي سان ماركوس ، فلوريدا
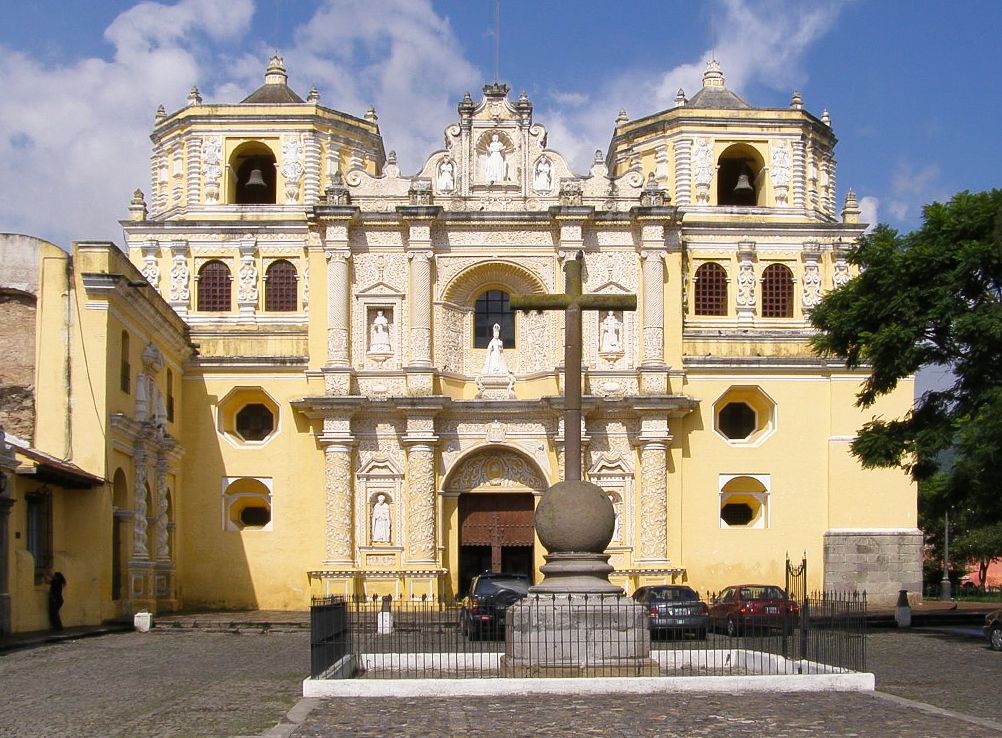
إغليسيا دي لا ميرسيد ، أنتيغوا غواتيمالا
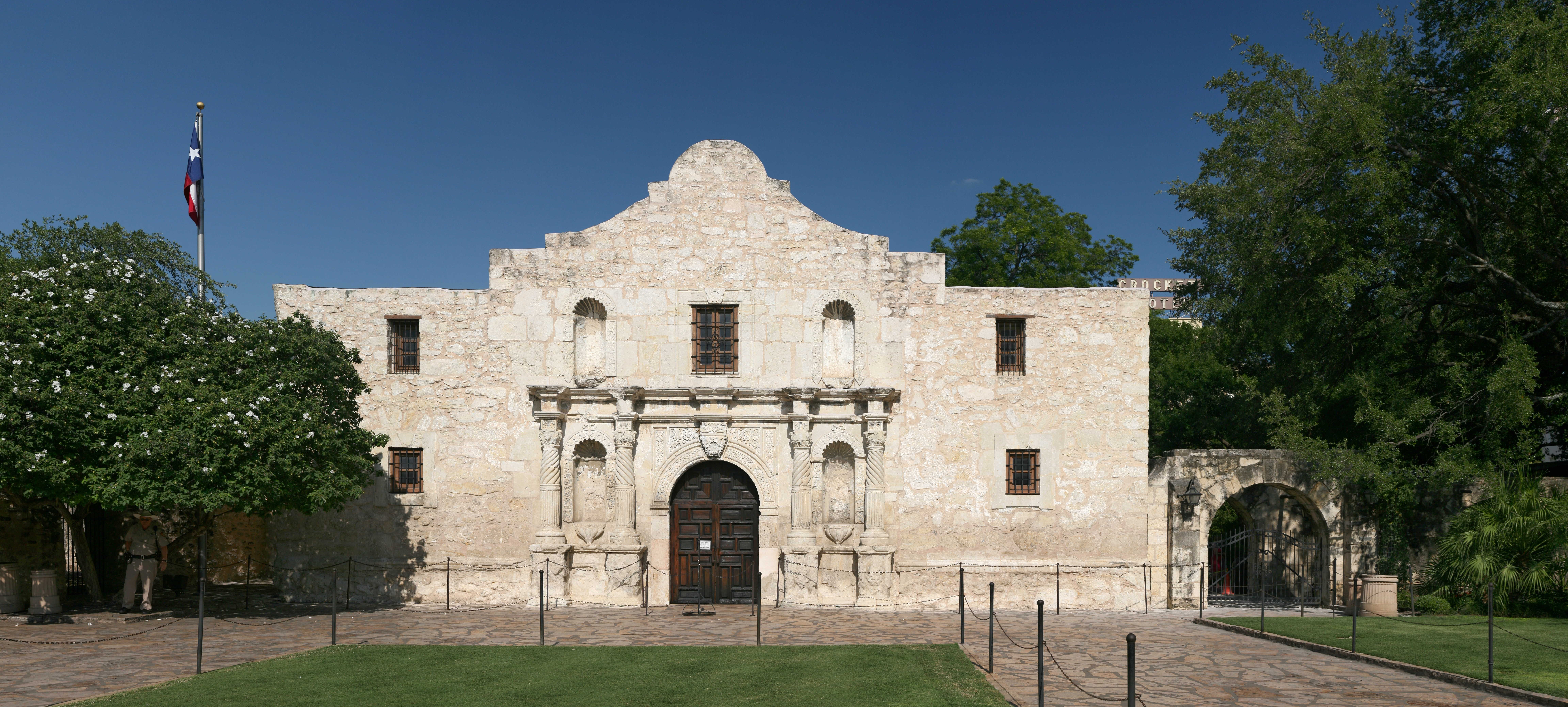
مهمة ألامو في سان أنطونيو ، تكساس
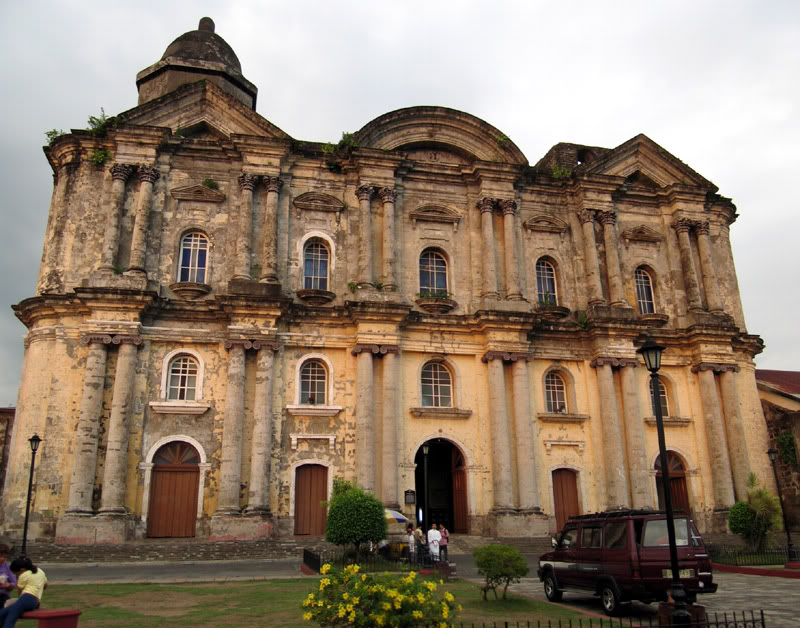
تال باسيليكا ، الفلبين
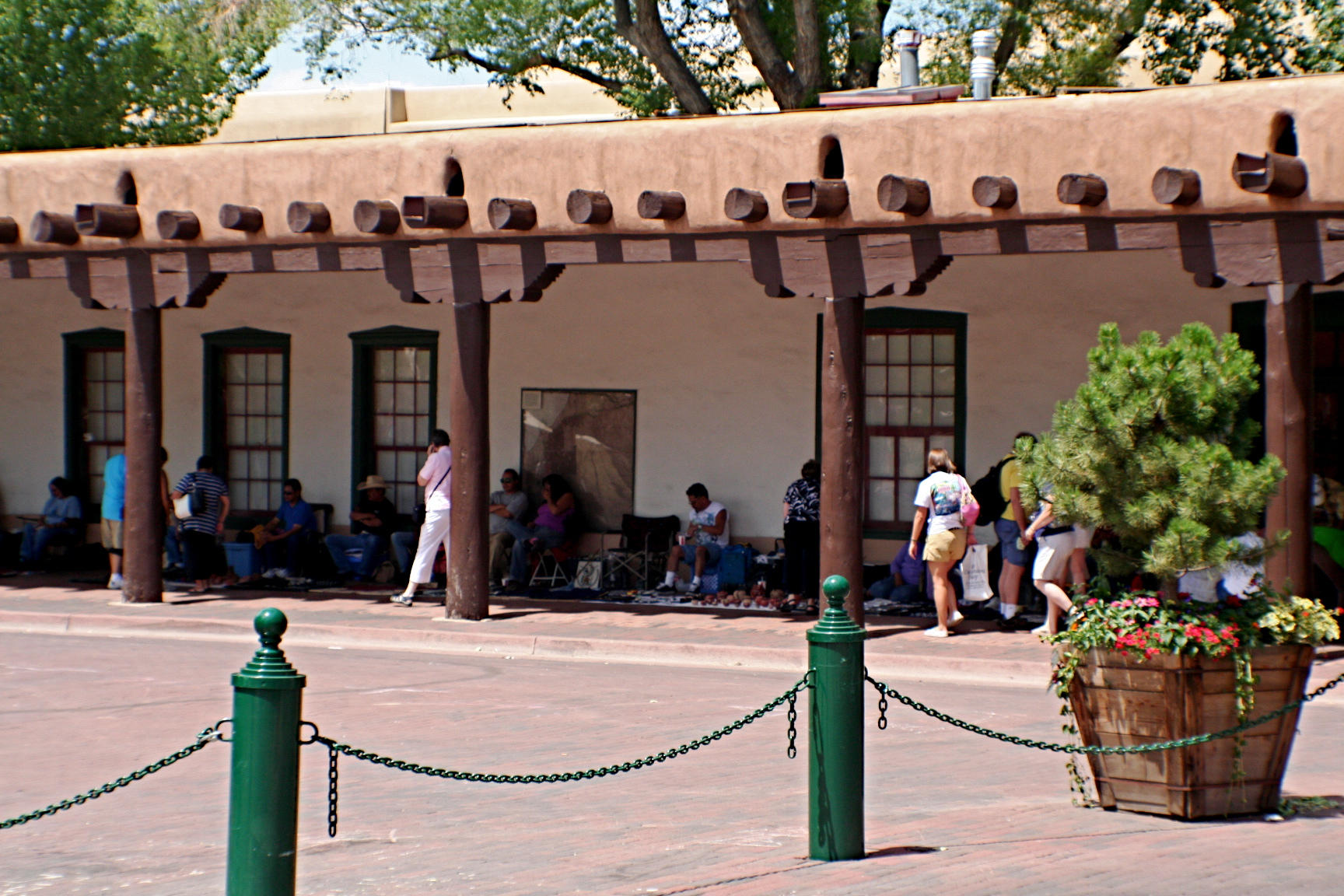
قصر المحافظين ، سانتا في ، نيو مكسيكو
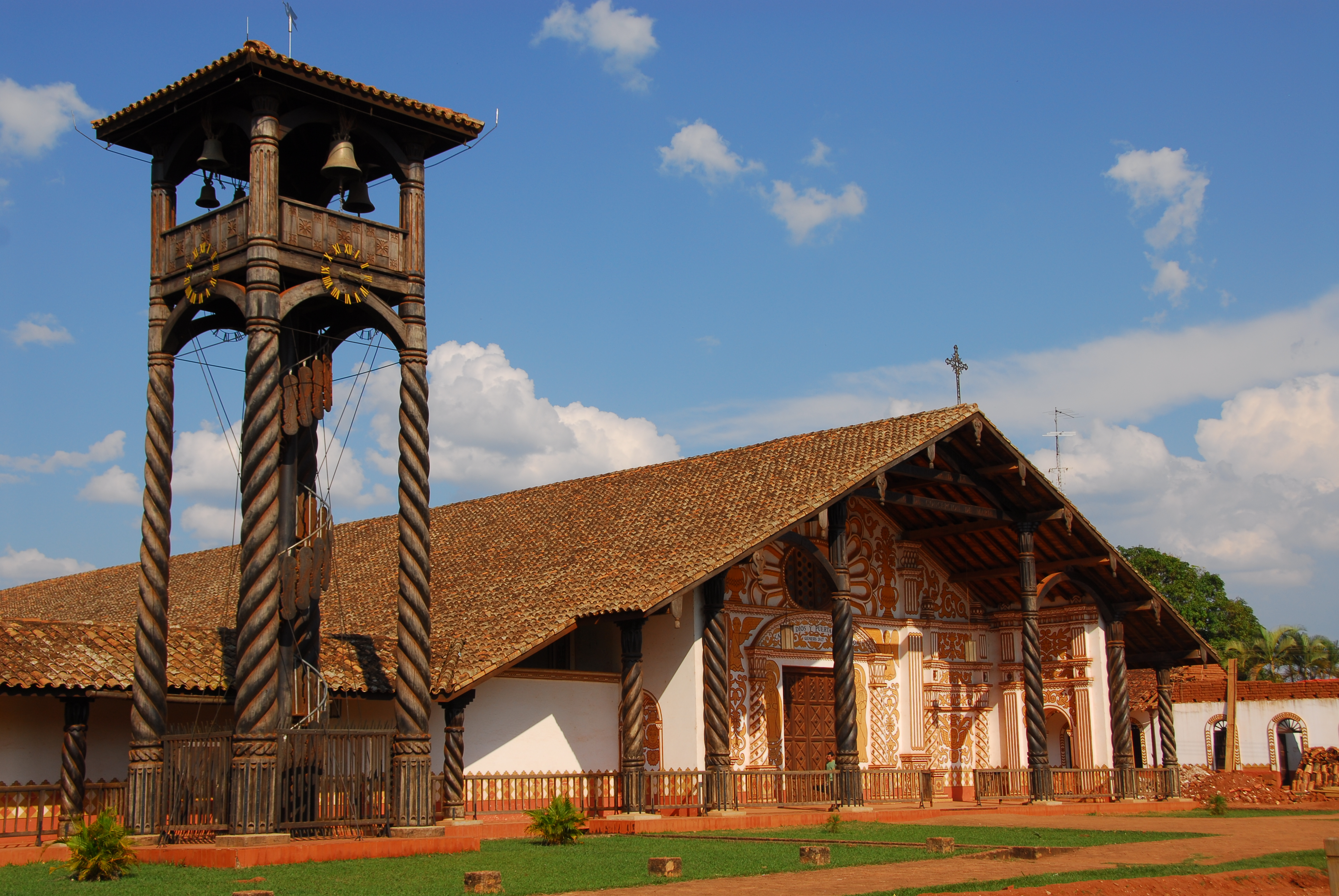
كنيسة البعثات ، كونسيبسيون ، إدارة سانتا كروز ، بوليفيا
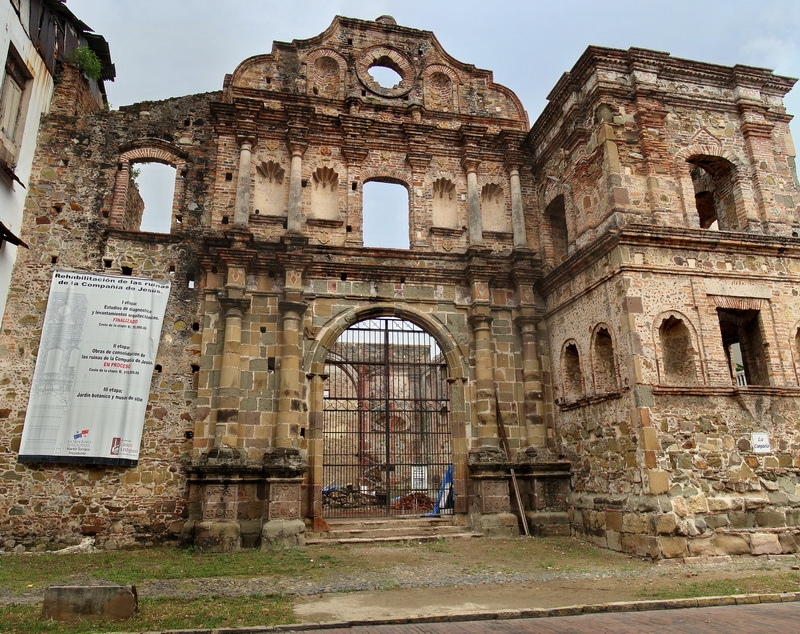
كومبانيا دي خيسوس ، بنما
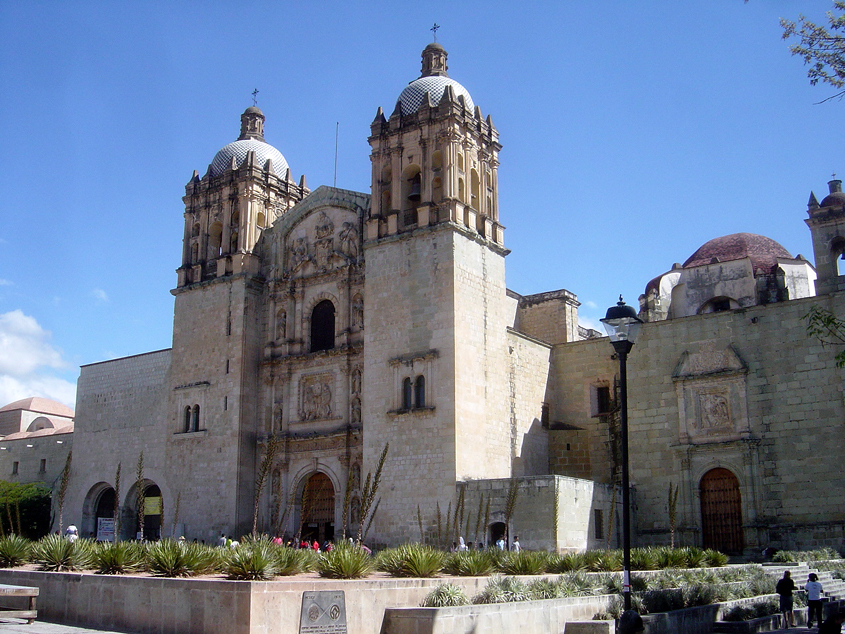
كنيسة سانتو دومينغو دي جوزمان ، مدينة أواكساكا
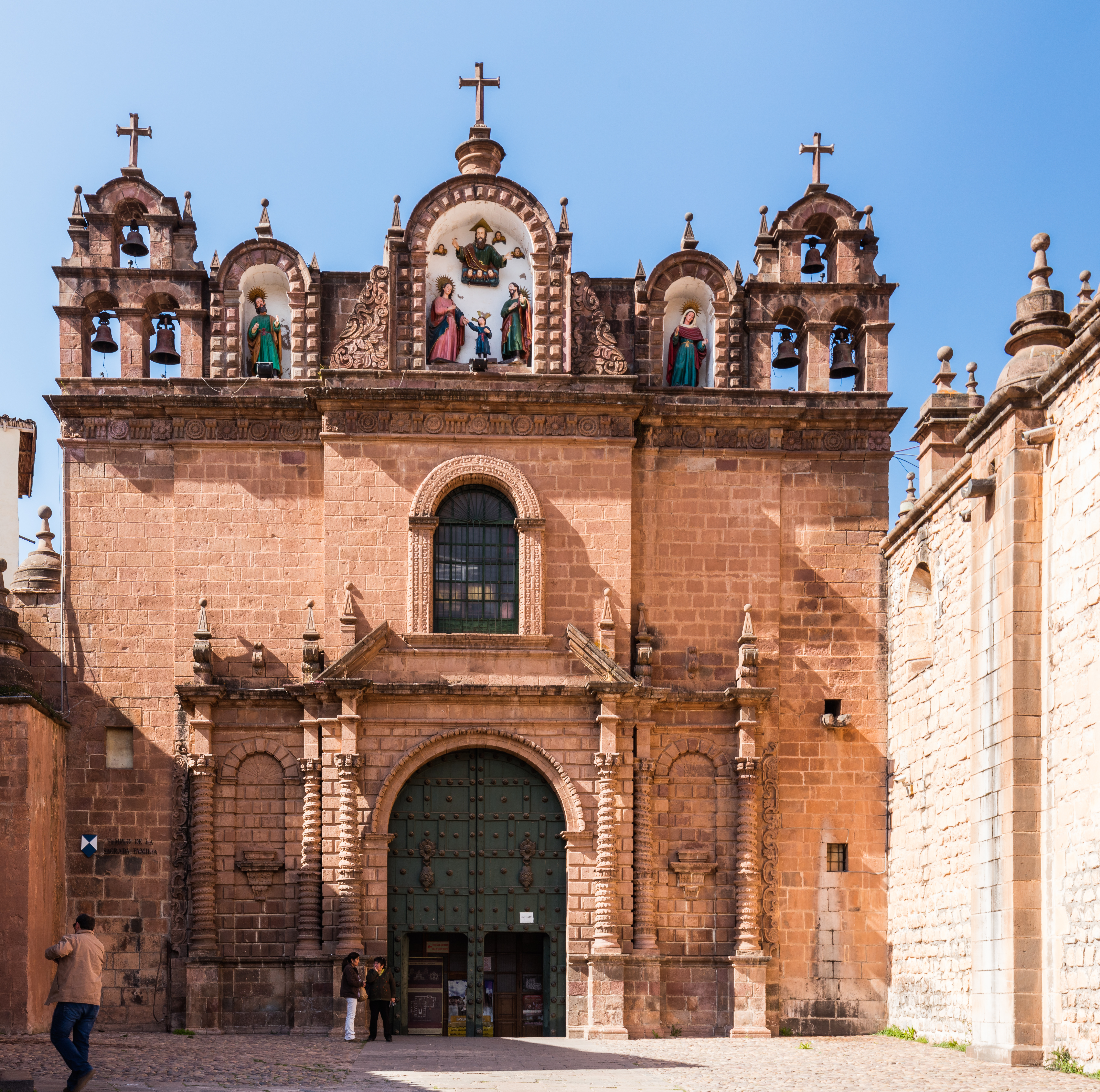
تمبلو دي لا ساجرادا فاميليا ، كوسكو
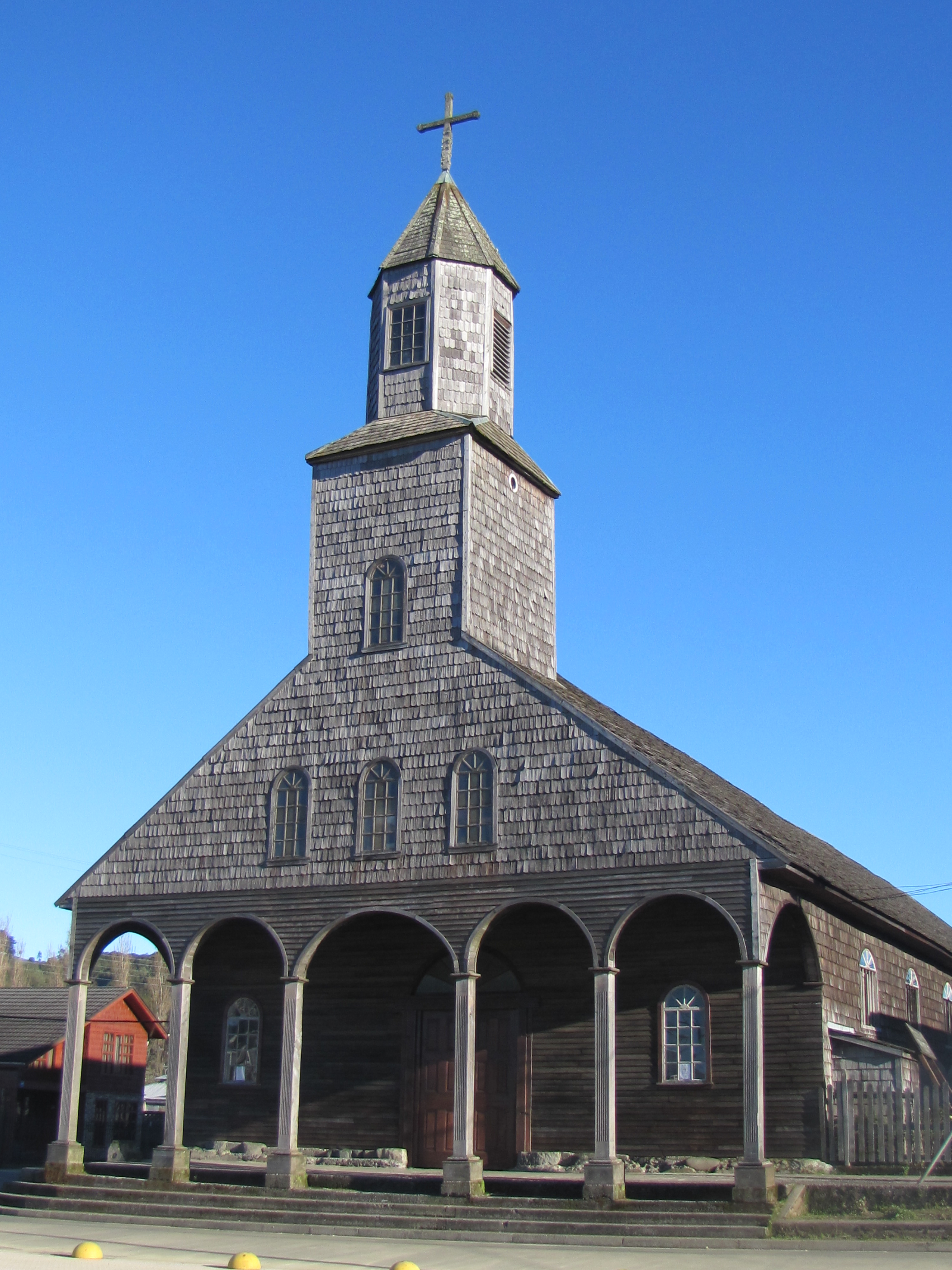
كنيسة سانتا ماريا دي لوريتو، تشيلي
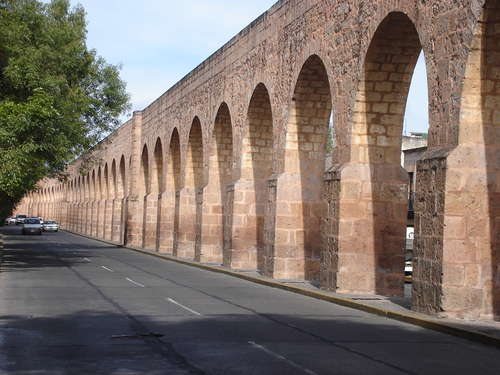
قناة موريليا ، المكسيك